# Schmierröhrlingsverwandte
Die Schmierröhrlingsverwandten (Suillaceae) sind eine Familie aus der Ordnung der Dickröhrlingsartigen mit weltweit 58 Arten.

## Merkmale
Die Schmierröhrlingsverwandten besitzen wie viele Röhrenpilze in Hut und Stiel gegliederte Fruchtkörper mit Röhren auf der Hutunterseite. Die Gattung Truncocolumella bildet trüffelartige Fruchtkörper aus. Von der Familie der Dickröhrlingsverwandten unterscheiden sie sich im Vorhandensein spezieller Pigmente wie prenylierte Phenole und Quinone wie Cavipetin, Suillin und Boviquinon. Die Sporen sind pigmentiert, glatt, elliptisch bis spindelförmig.

## Ökologie
Die Schmierröhrlingsverwandten sind durchwegs Mykorrhizapilze ausschließlich mit Nadelbäumen, was sie ebenfalls von den Dickröhrlingsverwandten unterscheidet.

## Systematik
Die Schmierröhrlingsverwandten zählten lange zu den Dickröhrlingsverwandten (Boletaceae) innerhalb der Dickröhrlingsartigen (Boletales). Besl und Bresinsky erkannten aber aufgrund chemischer Inhaltsstoffe und Pigmente, dass sie näher mit den Schmierlingsverwandten (Gomphidiaceae) und den Wurzeltrüffelverwandten (Rhizopogonaceae) verwandt sind, obwohl erstere Lamellen besitzen und letztere unterirdisch fruktifizieren. Sie stellten alle 3 Familien in die eigene Unterordnung Suillineae innerhalb der Dickröhrlingsverwandten.

## Gattungen
- Psiloboletinus mit der einzigen Art Psiloboletinus lariceti Singer
- Schmierröhrlinge (Suillus)
- Truncocolumella

Mehrere früher eigenständige Gattungen werden nach molekularbiologischen Untersuchungen in die Gattung Suillus eingegliedert, dazu gehören die Hohlfußröhrlinge (Boletinus), Gastrosuillus und Fuscoboletinus.